# Ferencvárosi TC (piłka ręczna kobiet)
Ferencvárosi Torna Club – węgierski klub piłki ręcznej kobiet powstały w 1950 roku z siedzibą w Budapeszcie, sekcja Ferencvárosi TC. Klub występuje w rozgrywkach Nemzeti Bajnokság I. Obecnie występuje pod nazwą FTC-Rail Cargo Hungaria.

## Sukcesy

### krajowe
- Mistrzostwa Węgier:
  -  (12x) 1966, 1968, 1969, 1971, 1994, 1995, 1996, 1997, 2000, 2002, 2007, 2015
  -  (21x) 1963, 1967, 1970, 1972, 1973, 1976, 1977, 1978, 1993, 1999, 2001, 2003, 2006, 2009, 2012, 2013, 2014, 2016, 2017, 2018, 2019
  -  (10x) 1974, 1975, 1979, 1980, 1987, 1998, 2004, 2005, 2008, 2011
- Puchar Węgier:
  -  (11x) 1967, 1970, 1972, 1977, 1993, 1994, 1995, 1996, 1997, 2001, 2003

### międzynarodowe
- Liga Mistrzyń:
  -  (2x) 1971, 2002
- Puchar EHF:
  -  (1x) 2006
- Puchar Zdobywców Pucharów:
  -  (3x) 1978, 2011, 2012
  -  (2x) 1979, 1994

## Kadra 2015/16
- 2.  Szandra Szöllősi-Zácsik
- 3.  Anita Cifra
- 4.  Adrienn Szarka
- 6.  Nadine Schatzl
- 8.  Zita Szucsánszki
- 10. Klára Szekeres
- 12. Melinda Szikora
- 14. Rea Mészáros
- 19. Mónika Kovacsicz
- 22. Viktória Lukács
- 25. Nerea Pena
- 27. Katarina Tomašević
- 29. Noémi Mód
- 45. Noemi Háfra
- 72. Petra Hlogyik
- 92. Dóra Hornyák
- 94. Luca Szekerczés
- 98. Piroska Szamoránsky